# Laura Alonso (bailarina)
Laura Alonso Martínez -Grand Maître- bailarina, directora y profesora de ballet cubana.

## Trayectoria
Nacida en Nueva York, es hija de la primerísima bailarina Alicia Alonso y el bailarín y también maître de ballet Fernando Alonso, fundadores del Ballet Nacional de Cuba.
Graduada de ballet clásico, trabajó como solista principal del Ballet Nacional de Cuba durante más de dos décadas, y sigue siendo una de las principales maîtres de la Escuela Cubana de Ballet, conocedora y especialista del método de enseñanza que caracteriza el estilo único de la Escuela Cubana de Ballet.
En 1988 creó el Centro de Promoción de la Danza de Cuba, conocido internacionalmente como Centro Prodanza, del cual es directora. En él se entrenan y forman jóvenes bailarines con el método de la Escuela Cubana de Ballet, en cursos internacionales conocidos como CUBALLET.
En los '90 creó un cuerpo de ballet al que llamó la «Joven Guardia», formado por bailarines de 18 o 19 años, que con el tiempo serían primeras figuras del Ballet Nacional.
A lo largo de su trayectoria fue distinguida con numerosos premios, entre ellos el Special Coaching Award 1990 de USA IBC (USA International Ballet Competition).En el año 2024 recibió el Award Life otorgado dentro del Open Dance America, en la ciudad de Miami. Ha sido invitada a brindar talleres y entrenamiento en varias escuelas de ballet de diferentes países, como Dinamarca, Finlandia, Brasil, Argentina, Japón, Filipinas, México y Estados Unidos.Igualmente ha participado como jurado en diversos concursos de ballet en diversas ciudades de los Estados Unidos como el de Jacksonville y el Dance Open America, en Miami y Sarasota.
En la actualidad dirige en Cuba, la Compañía de Ballet Laura Alonso, con la cual ha realizado giras por China, México y España, continuando con su labor formadora al frente del Centro Prodanza de Cuba.